# Graveyard (schwedische Band)
Graveyard ist eine schwedische Hard-/Psychedelic-Rock-Band, die 2006 in Göteborg gegründet wurde. Im September 2016 wurde die Auflösung bekannt gegeben, jedoch im Januar 2017 mit dem Fortbestand der Band und Trennung von Schlagzeuger Sjöberg relativiert.

## Bandgeschichte

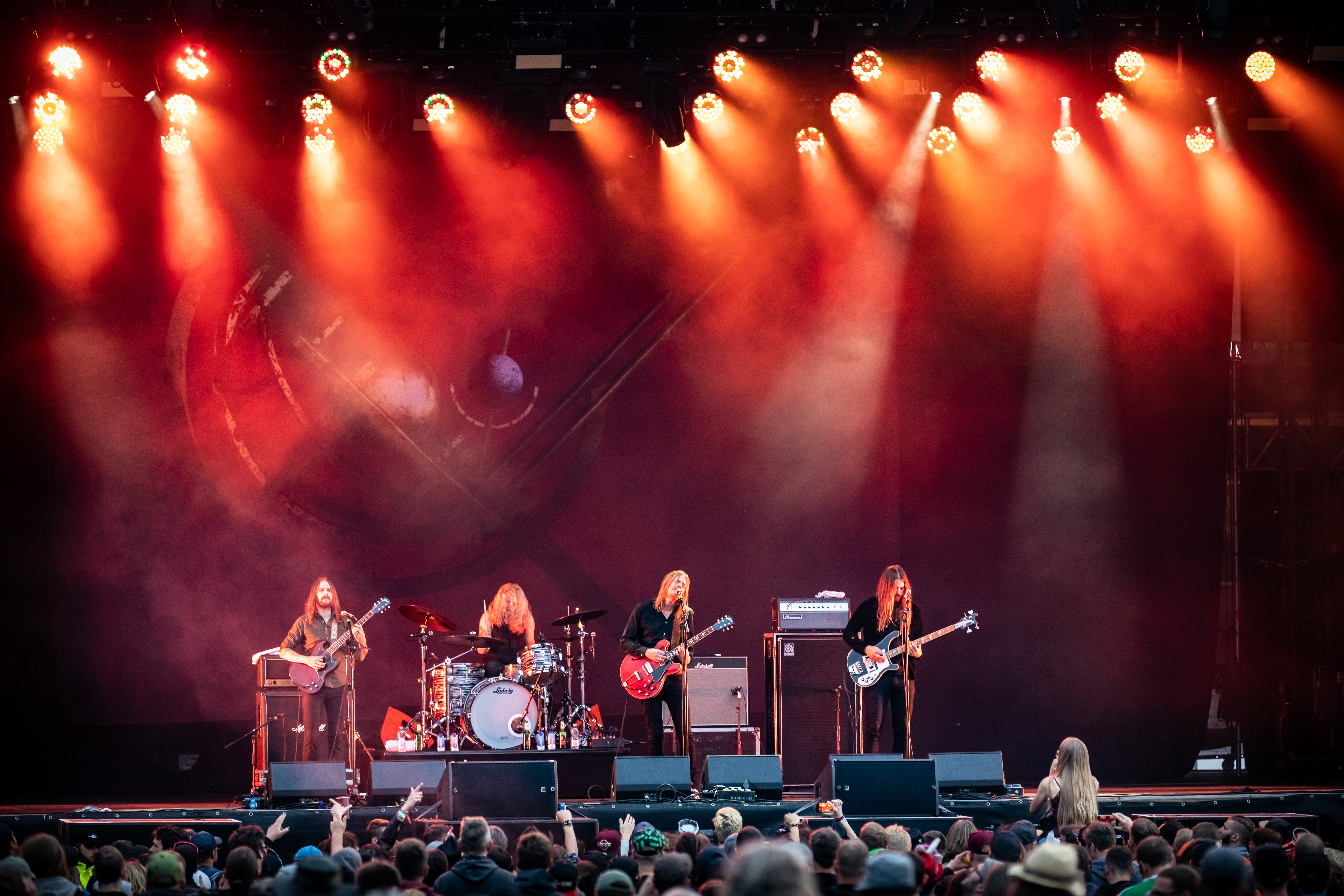
Graveyard live bei Rock am Ring 2019

Joakim Nilsson und Rikard Edlund spielten zuvor schon zusammen bei der im Jahr 2000 aufgelösten Stoner-/Doom-Metal-Band Norrsken; im Jahr 2006 gründeten sie zudem die Band Graveyard. Sie bestand aus Joakim Nilsson (Gitarre, Gesang), Rikard Edlund (Bass), Axel Sjöberg (Schlagzeug) und Jonathan Ramm (Gitarre, Gesang).
2007 wurde unter der Regie von Produzent Don Ahlsterberg, der auch schon mit The Soundtrack of Our Lives und The International Noise Conspiracy zusammengearbeitet hat, das erste Album Graveyard aufgenommen und am 10. September des Jahres bei Transubstans Records veröffentlicht. Das Album konnte durchweg gute Kritiken erzielen.
Nach einer ausgedehnten Tour durch Europa (unter anderem mit Witchcraft) und die USA (mit CKY) kehrten die vier Schweden zurück ins Studio, wo sie ihr zweites Album Hisingen Blues aufnahmen, welches schließlich im März 2011 über das Label Nuclear Blast veröffentlicht wurde. Das deutsche Magazin Visions führte Hisingen Blues auf ihrer 2019 veröffentlichten Liste der 55 besten schwedischen Rockalben.
Am 24. Oktober 2012 kam das dritte Album Lights Out in den Handel. Am 17. Oktober 2014 gab die Band den Weggang ihres Bassisten Rikard Edlund bekannt, der die Band zugunsten seiner anderweitigen Musikprojekte verließ. Sein Nachfolger ist seit Februar 2015 Truls Mörck. Am 25. September 2015 wurde das vierte Album Innocence & Decadence weltweit veröffentlicht. Am 23. September 2016 gab die Band über Facebook ihre Auflösung bekannt. Als Grund wurden Unstimmigkeiten in der Band angegeben. Am 26. Januar 2017 gab die Band ihr Fortbestehen bekannt; lediglich Drummer Sjöberg ist nicht mehr involviert.

## Diskografie

### Alben
| Jahr | Titel Musiklabel                    | Höchstplatzierung, Gesamtwochen, AuszeichnungChartplatzierungen (Jahr, Titel, Musiklabel, Platzierungen, Wochen, Auszeichnungen, Anmerkungen) | Höchstplatzierung, Gesamtwochen, AuszeichnungChartplatzierungen (Jahr, Titel, Musiklabel, Platzierungen, Wochen, Auszeichnungen, Anmerkungen) | Höchstplatzierung, Gesamtwochen, AuszeichnungChartplatzierungen (Jahr, Titel, Musiklabel, Platzierungen, Wochen, Auszeichnungen, Anmerkungen) | Höchstplatzierung, Gesamtwochen, AuszeichnungChartplatzierungen (Jahr, Titel, Musiklabel, Platzierungen, Wochen, Auszeichnungen, Anmerkungen) | Anmerkungen                              |
| Jahr | Titel Musiklabel                    | DE | AT | CH | SE | Anmerkungen                              |
| ---- | ----------------------------------- | --- | --- | --- | --- | ---------------------------------------- |
| 2007 | Graveyard Transubstans Records      | — | — | — | SE27 (5 Wo.)SE | Erstveröffentlichung: 10. September 2007 |
| 2011 | Hisingen Blues Nuclear Blast        | DE78 (1 Wo.)DE | — | — | SE1 Gold · (18 Wo.)SE | Erstveröffentlichung: 25. März 2011      |
| 2012 | Lights Out Nuclear Blast            | DE27 (2 Wo.)DE | — | — | SE3 (8 Wo.)SE | Erstveröffentlichung: 26. Oktober 2012   |
| 2015 | Innocence & Decadence Nuclear Blast | DE35 (1 Wo.)DE | AT47 (1 Wo.)AT | — | SE2 (4 Wo.)SE | Erstveröffentlichung: 25. September 2015 |
| 2018 | Peace Nuclear Blast                 | DE15 (2 Wo.)DE | AT33 (1 Wo.)AT | CH45 (1 Wo.)CH | SE1 (3 Wo.)SE | Erstveröffentlichung: 25. Mai 2018       |
| 2023 | 6 Nuclear Blast                     | DE22 (1 Wo.)DE | — | CH90 (1 Wo.)CH | SE14 (1 Wo.)SE | Erstveröffentlichung: 29. September 2023 |

### Singles
- 2009: Graveyard/Ancestors (Split, Volcom Entertainment)
- 2011: Hisingen Blues (Single, Nuclear Blast)
- 2012: Goliath (Single, Nuclear Blast)
- 2012: Endless Night (Single, Nuclear Blast)
- 2018: Please Don’t (Single, Nuclear Blast)